# Flensing-Eisfall
Der Flensing-Eisfall ist ein großer Gletscherbruch an der Ostflanke der Bowers Mountains im ostantarktischen Viktorialand. Er befindet sich südlich des Gebirgskamms Platypus Ridge am Ort der Einmündung des Graveson- und des Rastorgujew-Gletschers in den Lillie-Gletscher. 
Die Nordgruppe einer von 1963 bis 1964 durchgeführten Kampagne im Rahmen der New Zealand Geological Survey Antarctic Expedition benannte ihn nach dem Aussehen seiner parallel angeordneten Gletscherspalten, die sie an die Speckstreifen beim Abflensen (englisch: flensing) eines Walkadavers erinnerte.